# Вольські
Вольські (пол. Wolski, Wolscy) — княжий український, литовський та польські шляхетські роди.

## Князі Вольські гербу Погоня
Походив від сина князя Кейстута Патрика.
- Дмитро, Федір (Теодор) — загинули в битві над Ворсклою 1399 року

## Гербу Беліна
Шляхетський рід гербу Беліна

## Гербу Геральд
Шляхетський рід гербу Геральд

## Гербу Гриф
Шляхетський рід гербу Гриф

## Гербу Ґодземба
Ймовірно, мали цей герб. Підписувалися «з Русінова».

## Гербу Єліта
Шляхетський рід гербу Єліта

## Гербу Корвін
Про них не згадував о. К. Несецький.

## Гербу Косьцеша
Шляхетський рід гербу Косьцеша

## Гербу Лебідь
Шляхетський рід гербу Лебідь. Так звані Дунін-Вольські.

## Гербу Лис
Шляхетський рід гербу Лис

## Гербу Любич
Шляхетський рід гербу Любич

## Гербу Наленч
Шляхетський рід гербу Наленч

## Гербу Новина
Шляхетський рід гербу Новина

## Гербу Одровонж
Шляхетський рід гербу Одровонж

## Гербу Огоньчик
Шляхетський рід гербу Огоньчик

## Гербу Остоя
Шляхетський рід гербу Остоя

## Гербу Побуг
Шляхетський рід гербу Лис

## Гербу Погоня
Шляхетський княжий рід гербу Погоня

## Гербу Півкозич
Шляхетський рід гербу Полукоза. Були власниками Підгайців. За Каспером Нєсєцьким, походили з Ґовартової Волі Сохачевської землі Равського воєводства.
- Якуб Вольський — у 1461 році Ян (Іван) та Олександр Горайські («брати неподільні») надали йому багате війтівство[8]
- Міколай Вольський — каштелян равський
  - Миколай (ІІ) (†1548)  — син Міколая, каштеляна равського, закінчив Краківський університет, 1503 — прийнятий на службу до великого коронного канцлера Яна Ласького, був у Єрусалимі 1511—1512, де вступив до ордену лицарів Гробу Господнього; після того — каштелян сохачевський; брав участь у битві під Оршею у вересні 1514 року; 9 травня 1518 іменований охмістром (управителем палацу) королеви Бони. Одружився 1521 з Анною Глинкою (пол. Glinka), родичкою Яна Ласького. У 1534 р. викупив місто Підгайці з маєтками (Підгаєцьким ключем) в єпископа РКЦ Якуба Бучацького за 10 000 флоринів.[9] Помер 18 травня 1548 р. Його сини — Станіслав, Міколай, Зиґмунт.
    - Станіслав Вольский «на Підгайцях» (1523—1566) — син Міколая Вольського (ІІ), дідич Підгайців, каштелян сандомирський, староста кшепицький, у 1563—1566 надвірний коронний маршалок, близький до короля Зиґмунта ІІ Августа. Був одружений двічі: у першому шлюбі мав дочку, в другому — з Барбарою з Тарновських (померла 1570 року), донькою сандомирського воєводи Станіслава «Спитка» Тарновського (1514—1568) — синів Міколая, Яна, дочок Зофію і Катажину[10]
      - Барбара з Вольських — перша дружина брест-куявського воєводи Рафала Лещинського (1526—1592)[11], їхній син Анджей Лещинський (1559—1606).
      - Міколай (1553—1630) — син Станіслава, алхімік, дідич Підгайців, у 1605 продав місто Станіславові Ґольському;
      - Ян — син Станіслава, зять[12] Єжи Язловецького, у 1583 згаданий як дідич Підгайців;
      - Зофія — дочка Станіслава, перша дружина київського підкоморія Дмитра Скуміна-Тишкевича (†1609)[13]

    - Міколай (ІІІ) (†1567) — син Міколая (ІІ), пробощ Плоцька, біскуп холмський (1561—1562), з 1562 — біскуп куявський. Радник короля Зиґмунта Августа у закордонних справах.
    - Зиґмунт — син Міколая (ІІ), каштелян черський, староста варшавський, одружений з Варварою з Глібовичів. Діти — Міколай — каштелян вітебський, дідич Кремінниці (ВКЛ), Казімєж, Марцін — підкоморій коронний;

- Миколай — вітебський каштелян[14]

## Гербу Помян
Шляхетський рід гербу Помян

## Гербу Прус
Шляхетський рід гербу Прус

## Гербу Равич
Шляхетський рід гербу Равич

## Гербу Роля
Шляхетський рід гербу Роля

## Гербу Топор
Шляхетський рід гербу Топор

## Гербу Штемберг
Шляхетський рід гербу Штемберг

## Гербу Юноша
Шляхетський рід гербу Юноша

## Також
- Катажина з Ґосьнєвіч Вольська — перша дружина Єжи Збіґнєва Оссолінського (†1729)[18]
- Вольський (прізвище)